# Marquesado de Villa Solana
El marquesado de Villa Solana es un título nobiliario español, creado el 4 de marzo de 1850 por la reina Isabel II, como marquesado de la Solana, a favor de Antonio Urbiztondo y Eguía, teniente general del ejército y capitán general de Filipinas. En 1982, la IV marquesa solicitó que se cambiara la denominación del título a marquesado de La Solana. La denominación actual, marquesado de Villa Solana, data del 21 de febrero de 2005 y el cambio fue solicitado por el V marqués.

## Historia de los marqueses de Villa Solana
- Antonio Urbiztondo y Eguía (San Sebastián, 17 de enero de 1803-Madrid, 26 de abril de 1857), I marqués de Villa Solana.[2][3]  Era hijo de Sebastián Canuto de Urbiztondo Carrera y de Juana Bautista de Eguía y Ballesca,[4] hija del general Francisco Ramón Eguía Letona y de su primera esposa, Margarita Antonia Ballesca.[5]

Casó, en primeras nupcias, el 6 de noviembre de 1823, con su tía, Francisca Eguía Zayas (m. 11 de octubre de 1843), hermanastra de su madre e hija del general Francisco Ramón Eguía y de su segunda esposa, María Antonia Zayas, hija de José de Zayas y Carrillo, I marqués de Zayas. Contrajo un segundo matrimonio con Micaela Gorostidi y Ugarrechena. En 30 de agosto de 1857, sucedió su hijo del primer matrimonio:
- Francisco Urbiztondo y Eguía, II marqués de Villa Solana.[2]

En 13 de diciembre de 1895, sucedió su hijo:
- Antonio Urbiztondo y Carvajal, III marqués de Villa Solana[2] y comandante de infantería. En 1901 recibió la cruz de segunda clase del mérito militar.[6]

En 14 de junio de 1982, por rehabilitación, sucedió:
- Blanca Gómez Acebo y Silvela (m. 14 de mayo de 2001), IV marquesa de Villa Solana,[2] marquesa de Castelló y dama de la Orden de Malta.[7] Era hija de Juan Gómez-Acebo y Modet (m. Madrid, 12 de enero de 1950) y de María del Carmen Silvela y Castelló, I marquesa de Zurgena.

Casó con Fernando Méndez Núñez y Núñez. En 1 de abril de 2003, sucedió su nieto, hijo de Enrique Falcó y Carrión, XVII conde de Elda, grande de España, y de su primera esposa, Fernanda Méndez-Núñez y Gómez-Acebo (m. 22 de septiembre de 1998):
- Enrique Falcó y Méndez-Nuñez (1972-2021),[9] V marqués de Villa Solana.[2][10][11]

Casó, en septiembre de 2019, con Lorena Santos Acosta. Sucedió su hijo:
- Enrique Falcó Santos (n. mayo de 2021), VI marqués de Villa Solana.[12]